# Bazilika svaté Jany z Arku
Římskokatolická bazilika svaté Jany z Arku je křesťanská bazilika v 18. obvodu v Paříži, v ulici Rue de la Chapelle. Farní kostel je zasvěcen Johance z Arku a byl postaven ve 20. století v těsném sousedství gotického kostela Saint-Denys de la Chapelle.

## Historie
V roce 1926 vyhlásila Pařížská arcidiecéze veřejnou soutěž na stavbu kostela zasvěcenému Johance z Arku v sousedství kostela Saint-Denys de la Chapelle, kde se Johanka z Arku v roce 1429 modlila. Výstavba začala již v roce 1930, ale byla dokončena až roku 1964 pod vedením architekta Pierra Isnarda.

## Architektura
Původní projekt novorománského kostela byl upraven. Architekt Auguste Perret zamýšlel postavit 200 m vysokou zvonici ze železobetonu a s vitrážemi. Tyto plány byly již v roce 1927 opuštěny (posloužily k výstavbě kostela sv. Josefa v Le Havre), takže Perret je autorem lodi, zatímco architekt Georges Closson navrhl jiné řešení průčelí. Autorem vitráží je malíř Léon Zack, sochu Johanky z Arku zhotovil Maxime Real del Sarte.